# Сопрано (рэпер)
Саид Мрумбаба (фр. Saïd M'Roumbaba) более известен под псевдонимом Soprano (Сопрано́); род. 14 января 1979, Марсель, Франция — французский рэпер коморского происхождения. Участник рэп-группы Psy 4 De La Rime.

## Биография
Сопрано (то есть Саид) родился в Марселе 14 января 1979 года. Его отец разнорабочий в нефтяной компании, его мать домохозяйка. Он вырос в северных районах Марселя. После выхода из группы записал свой первый сольный альбом «Puisqu'il faut vivre». В 2010 году выпустил второй альбом «La Colombe», в который вошли совместные работы с некоторыми известными французскими артистами, такими как Amadou & Mariam. Он продолжал работать в группе Psy 4 De La Rime. Их третий альбом, «Les Cités d’Or», вышел в 2008 году, четвёртый альбом «4eme Dimension» вышел в апреле 2013 года.
В 2017 году выпустил альбом «L'Everest» и совершил сольное турне. В ноябре 2018 года собирается выпустить шестой сольный альбом.

## Личная жизнь
В настоящее время он живёт в центре Марселя. Мусульманин. В 2006 году Саид женился на своей подруге Алексии. Имеет троих детей: двух дочерей Инаю (род. 12 июля 2007) и Луну (род. 10 марта 2012) и сына Ленни (род. 22 января 2009).

## Дискография

### Сольная карьера
- 2007 — Puisqu’il faut vivre
- 2010 — La Colombe
- 2011 — Le Corbeau
- 2014 — Cosmopolitanie
- 2017 — L’Everest

### Вместе с Psy 4 De La Rime
- 2002: Block Party
- 2005: Enfants de la Lune
- 2008: Les Cités d’Or
- 2013: 4ème Dimension

## Фильмография
- Такси 5 (2018)